# Ptygomastax heimahoensis
Ptygomastax heimahoensis är en insektsart som beskrevs av Zheng, Z. och Hang 1974. Ptygomastax heimahoensis ingår i släktet Ptygomastax och familjen Eumastacidae. Inga underarter finns listade i Catalogue of Life.